# マーティン・ゴールドスタイン
マーティン・ゴールドスタイン（Martin Goldstein, 1905年 - 1941年6月12日）は、ユダヤ系ギャングで、マーダー・インクの殺し屋。エイブ・レルズと共にマーダー・インクの最も古いメンバー。本名メイヤー・ゴールドスタイン（Meyer Goldstein）。あだ名はバグジー（buggsy…ベンジャミン・シーゲルの同じあだ名より"g"が一つ多いのに注意）。あだ名の由来は、予見不可能で気が触れているような振る舞いによる。
ブルックリン生まれ。12歳の時学校を中退して配管工になった。少年時代、仲間のレルズと商店強盗を繰り返し、何度も捕まった。地元ギャングを統率したユダヤ系のシャピロ兄弟の傘下にいたが、レルズらと密かにマイヤー・ランスキーから調達した違法スロットマシーンの販売営業を始め、更に高利貸し、サイコロ賭博、組合に手を広げた。結果シャピロ兄弟のシマを荒らしたため、命を狙われた。1931年、レルズと共に銃撃され、負傷した。隣町オーシャン・ヒルでギャングをしていたハリー・マイオーネやフランク・アッバンダンドらを仲間に引き込み、シャピロ兄弟に宣戦布告した。1931年から1934年にかけて兄弟3人アーヴィング、メイヤー、ウィリアムを次々に殺害し、縄張りを乗っ取った。
対シャピロ抗争で支援を得たユダヤ系ギャングボスのルイス・"レプキ"・バカルターの下で契約殺人を行うようになり、レルズと共に組織の中核を形成した。1935年、かつての仲間ルイス・アンバーグ殺害容疑でハリー・ストラウスと共に逮捕されたが、程なく証拠不十分で放免された。1936年、側近シーモア・マグーンと共に学校の塗装業強請で逮捕されたが、1939年罪状は却下された。
1940年、殺人罪で捕まったレルズが死刑宣告を免れるため密告者に転じ、同僚の殺害行為を次々に暴露した。ゴールドスタインとストラウスは、1939年9月の仲間アーヴィング・フェインスタイン殺害容疑で告発された。公判では、レルズに加えてかつての側近シーモア・マグーンにも殺害行為を証言され、第1級殺人罪が宣告された。判決が下った際、何か言いたいことがあればと促されたゴールドスタインは「裁判官、あんたの足に小便をかけたい」と告げた。1941年6月12日、シンシン刑務所でハリー・ストラウスと共に電気椅子で処刑された。死刑の数日前、「レルズを道連れにできないのが残念だ」と語っていたという。